# Lista de municípios de Roraima por IDH-M

Mapa do IDH de Roraima.
Legenda:
Muito alto (nenhum município)
Alto (1 município)
Médio (9 municípios)
Baixo (3 municípios)
Muito baixo (2 municípios)

Esta é uma lista de municípios do estado brasileiro de Roraima por Índice de Desenvolvimento Humano (IDH), segundo dados do Programa da Nações Unidas para o Desenvolvimento (PNUD) datados do ano 2010. De acordo com os dados de 2010, o município com o maior Índice de Desenvolvimento Humano no estado de Roraima era Boa Vista, com um índice de 0,752 (considerado alto), e o município com o menor índice foi Uiramutã, com um índice de 0,453 (considerado muito baixo). De todos os municípios do estado, nenhum município registrou um IDH muito alto, enquanto 1 apresentou um IDH alto, 9 IDH médio, 3 municípios IDH baixo, e 2 municípios IDH muito baixo.
O cálculo do índice é composto a partir de dados de expectativa de vida ao nascer (IDH-L), educação (IDH-E), e PIB em Paridade do Poder de Compra per capita (IDH-R) recolhidos em nível nacional ou regional, e possui o objetivo de medir o padrão de vida. O índice foi desenvolvido em 1990 pelos economistas Amartya Sen e Mahbub ul Haq, e vem sendo usado desde 1993 pelo Programa das Nações Unidas para o Desenvolvimento (PNUD).
O Índice de Desenvolvimento Humano varia de 0 até 1, e nesta lista é dividido em cinco categorias: IDH muito alto (0,800 – 1,000), IDH alto (0,700 – 0,799), IDH médio (0,600  0,699), IDH baixo (0,500 – 0,599) e IDH muito baixo (0,000 – 0,499).

## Lista

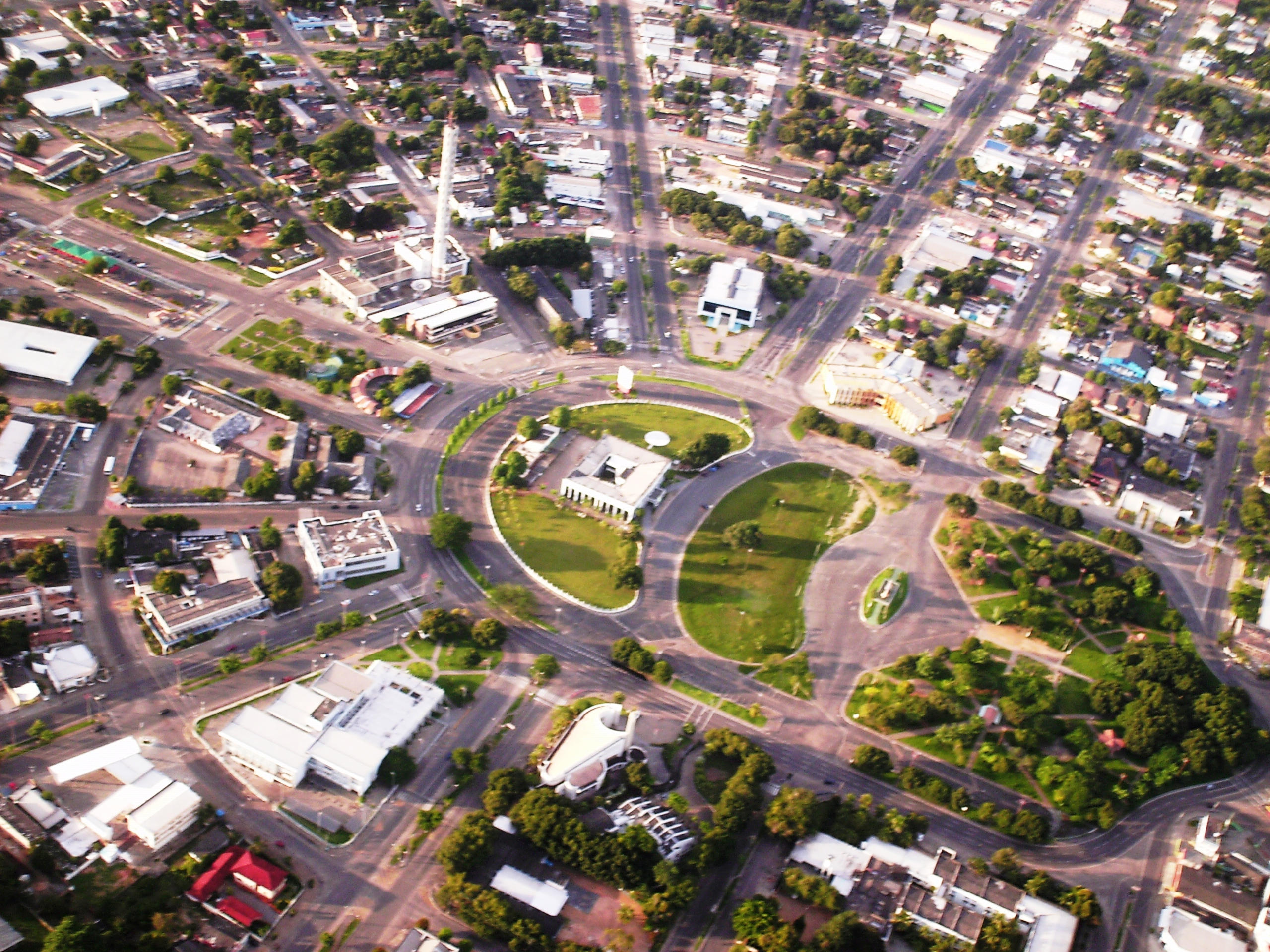
Centro cívico de Boa Vista.

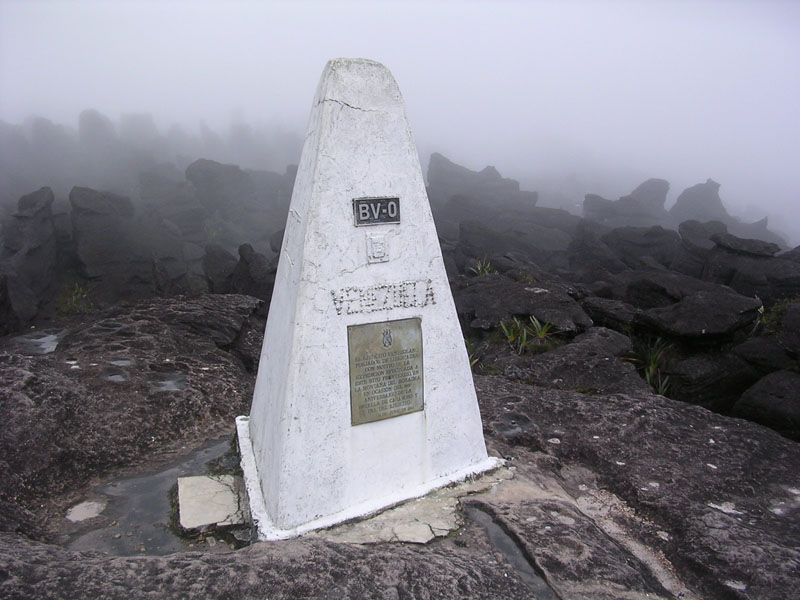
O marco do ponto tríplice das fronteiras do Brasil, Venezuela e Guiana, no Monte Roraima em Uiramutã.

| Posição no Estado | Posição no Brasil | Municípios         | Dados de 2010    |
| Posição no Estado | Posição no Brasil | Municípios         | IDH-M            |
| IDH-M muito alto  | IDH-M muito alto  | IDH-M muito alto   | IDH-M muito alto |
| ----------------- | ----------------- | ------------------ | ---------------- |
| nenhum município  |                   |                    |                  |
| IDH-M alto        |                   |                    |                  |
| 1º                | 508º              | Boa Vista          | 0,752            |
| IDH-M médio       |                   |                    |                  |
| 2º                | 2776º             | Mucajaí            | 0,665            |
| 3º                | 3008º             | São João da Baliza | 0,655            |
| 4º                | 3115º             | Pacaraima          | 0,650            |
| 5º                | 3136º             | São Luís           | 0,649            |
| 6º                | 3312º             | Caroebe            | 0,639            |
| 7º                | 3561º             | Bonfim             | 0,626            |
| 8º                | 3607º             | Caracaraí          | 0,624            |
| 9º                | 3721º             | Rorainópolis       | 0,619            |
| 10º               | 3721º             | Cantá              | 0,619            |
| IDH-M baixo       |                   |                    |                  |
| 11º               | 4284º             | Normandia          | 0,594            |
| 12º               | 4590º             | Iracema            | 0,582            |
| 13º               | 5293º             | Alto Alegre        | 0,542            |
| IDH-M muito baixo |                   |                    |                  |
| 14º               | 5550º             | Amajari            | 0,488            |
| 15º               | 5560º             | Uiramutã           | 0,453            |